# Marquard Georg Seufferheld
Marquard Georg Seufferheld (* 25. Januar 1781 in Frankfurt am Main; † 5. Juli 1848 ebenda) war ein deutscher Kaufmann, Stifter und Politiker der Freien Stadt Frankfurt.

## Leben und Werk
1806 übernahm Seufferheld die Leitung der väterlichen Seidenhandlung in Frankfurt. Von 1826 bis 1834 war er Mitglied der Frankfurter Handelskammer, 1828, 1830–1832, 1835 und 1839 Mitglied des Gesetzgebenden Körpers und von 1831 bis 1842 der Ständigen Bürgerrepräsentation der Freien Stadt Frankfurt. Er gehörte dem „engeren Ausschuß“ der Frankfurter Theater-Actiengesellschaft, der heutigen Städtischen Bühnen, an. Von 1826 bis 1834 war er Mitglied der Frankfurter Handelskammer.
1834 stiftete er zusammen mit Heinrich Mylius und Eduard Rüppel eine marmorne Goethe-Skulptur, die der Mailänder Bildhauer Pompeo Marchesi für die Stadtbibliothek schuf. 1838 errichtete er eine Stiftung für evangelische Theologiestudenten. 1843 schrieb er einen Preis von 10.000 Gulden für „Wesen und Stellung der protestantischen Kirche“ aus.
Seufferheld heiratete Susette Louise Platzmann, aus Lübeck. Er war der Vater des mit Otto von Bismarck befreundeten Kaufmanns und späteren Abgeordneten und Stadtverordneten Johann Georg Seufferheld. Seine Tochter Louise Franziska (1817–1893) heiratete am 2. Mai 1837 in Frankfurt am Main Georg Friedrich Bernhard Belli-Seufferheld.